# نیگل اسمارت (رمزنگار)
نیگل اسمارت (انگلیسی: Nigel Smart؛ زادهٔ ۲۲ اکتبر ۱۹۶۷) دانشمند در زمینه رمزنگاری اهل بریتانیا است.